# Präsidentschafts- und Parlamentswahl in Ecuador 2017
Die Präsidentschafts- und Parlamentswahl in Ecuador 2017 fand am 19. Februar statt. Bei ihr wurden der Präsident der Republik und die Mitglieder der Nationalversammlung gewählt.
Die Stichwahl der Präsidentschaftswahl fand am 2. April statt.

## Wahlergebnisse
Die regierende Movimiento PAÍS (AP) behielt ihre Mehrheit, aber die Anzahl ihrer Sitze fiel von 100 auf 74 in der 137-köpfigen Nationalversammlung. Die AP besteht aus der Patria Altiva i Soberana, deutsch Aufrechtes und Souveränes Vaterland (PAIS) des scheidenden Präsidenten Rafael Correa und seinen Verbündeten. Die Creando Oportunidades (CREO), die ein Bündnis mit der SUMA eingegangen war, konnten ihren gemeinsamen Sitzanteil auf 34 Mandate verdreifachen. Die Wahlen brachten eine starke Veränderung des Plenums: Nur 31 Mitglieder der vorhergehenden Legislaturperiode wurden wiedergewählt.
Während des Wahlkampfes konzentrierten sich die großen Parteien auf die Bereiche Gesundheitsversorgung, Bildung, Schaffung von Arbeitsplätzen, soziale Sicherheit, Tourismus und Steuerreform.

### Präsidentschaftswahl
Im ersten Wahlgang der Präsidentschaftswahlen, die parallel zu den Parlamentswahlen stattfanden, wurde kein Kandidat gewählt. In der Stichwahl am 2. April 2017 zwischen dem ehemaligen Vizepräsidenten Lenín Moreno (PAIS) und dem ehemaligen Wirtschaftsminister Guillermo Lasso (CREO) wurde Moreno mit 51,16 % der Stimmen zum neuen Präsidenten gewählt. Er wurde damit Nachfolger von Rafael Correa, der seit 2007 regierte.
| Kandidaten                                                   | Kandidaten                | Parteien                                        | 1. Wahlgang | 1. Wahlgang | 2. Wahlgang | 2. Wahlgang |
| Kandidaten                                                   | Kandidaten                | Parteien                                        | Stimmen     | %           | Stimmen     | %           |
| ------------------------------------------------------------ | ------------------------- | ----------------------------------------------- | ----------- | ----------- | ----------- | ----------- |
|                                                              | Lenín Moreno              | Alianza PAÍS                                    | 3.716.343   | 39,4        | 5.062.018   | 51,2        |
|                                                              | Guillermo Lasso           | Creando Oportunidades – Partido SUMA            | 2.652.403   | 28,1        | 4.833.389   | 48,8        |
|                                                              | Cynthia Viteri            | Partido Social Cristiano                        | 1.540.903   | 16,3        |             |             |
|                                                              | Paco Moncayo              | Acuerdo Nacional por el Cambio (ID – UP – MUPP) | 634.033     | 6,7         |             |             |
|                                                              | Abdalá Bucaram, Jr.       | Fuerza Ecuador                                  | 455.187     | 4,8         |             |             |
|                                                              | Iván Espinel Molina       | Movimiento Fuerza Compromiso Social             | 299.840     | 3,2         |             |             |
|                                                              | Patricio Zuquilanda Duque | Partido Sociedad Patriótica                     | 72.679      | 0,8         |             |             |
|                                                              | Washington Pesántez       | Unión Ecuatoriana                               | 71.107      | 0,8         |             |             |
| Gesamt                                                       | Gesamt                    | Gesamt                                          | 9.442.495   | 100         | 9.895.407   | 100         |
|                                                              |                           |                                                 |             |             |             |             |
| Leere Stimmzettel                                            | Leere Stimmzettel         | Leere Stimmzettel                               | 286.069     | 2,7         | 69.436      | 0,7         |
| Ungültige Stimmzettel                                        | Ungültige Stimmzettel     | Ungültige Stimmzettel                           | 736.743     | 7,0         | 670.731     | 6,3         |
| Wähler                                                       | Wähler                    | Wähler                                          | 10.465.307  | 81,7        | 10.635.574  | 83,0        |
| Wahlberechtigte                                              | Wahlberechtigte           | Wahlberechtigte                                 | 12.816.698  |             | 12.816.698  |             |
|                                                              |                           |                                                 |             |             |             |             |
| Quelle: CNE, Elecciones presidenciales del Ecuador 1948–2017 |                           |                                                 |             |             |             |             |

### Parlamentswahl
| Partei                              | Sitze |
| ----------------------------------- | ----- |
| Alianza Pais (AP)                   | 74    |
| Creando Oportunidades (CREO) – SUMA | 34    |
| Partido Social Cristiano (PSC)      | 15    |
| Pachakutik                          | 4     |
| Unabhängige                         | 3     |
| Izquierda Democrática (ID)          | 4     |
| Partido Sociedad Patriótica (PSP)   | 2     |
| Fuerza Ecuador (FE)                 | 1     |

- PAÍS: 74
- CREO-SUMA: 34
- PSC: 15
- ID: 4
- Pachakutik: 4
- Unabhängige: 3
- PSP: 2
- FE: 1